# Nepi Calcio a 5
L'Associazione Sportiva Nepi Calcio a 5 è stata una squadra italiana di calcio a 5 con sede a Nepi.

## Storia
Fondata nel 1999 come Associazione Sportiva Nepi 2000 Calcio a 5, la società viterbese nella sua breve esistenza si è distinta per una fulminea scalata delle categorie, che l'ha portata in appena quattro anni dalla serie D provinciale alla massima serie. Grazie a un parco giocatori di primo piano e alla sapiente guida di allenatori quali Riccardo Budoni, Fulvio Colini e Agenore Maurizi, la società ha conquistato una Coppa Italia e partecipato per tre stagioni consecutive ai play-off scudetto, raggiungendo la finale nella stagione 2005-06 persa tuttavia conto il quotato Arzignano Grifo. Al termine di questa stagione la società realizza una fusione con la CVM Lazio con l'obiettivo di puntare al titolo.

## Cronistoria
| Cronistoria del Nepi C5 |
| --- |
| - 1999 · Fondazione del Nepi 2000 C5. - 1999-00 · ? nel girone ? di Serie D Lazio. - 2000-01 · 1ª nel girone ? di Serie D Lazio. Promossa in Serie C1. - 2001-02 · 1ª in Serie C1 Lazio. Promossa in Serie B. Vince la Coppa Italia regionale (1º titolo). Vince la fase nazionale di Coppa Italia regionale (1º titolo). - 2002-03 · 1ª nel girone E di Serie B. Promossa in Serie A2. 1ª fase di Coppa Italia di Serie B. - 2003-04 · 1ª nel girone A di Serie A2. Promossa in Serie A. 1º turno play-off scudetto. Finalista di Coppa Italia di Serie A2. - 2004 · Assume la denominazione Nepi C5. - 2004-05 · 7ª in Serie A. Semifinalista play-off scudetto. Vince la Coppa Italia (1º titolo). - 2005-06 · 3ª in Serie A. Finalista play-off scudetto. Quarti di finale di Coppa Italia. Finalista di Supercoppa italiana. 3ª in Coppa delle Coppe. - 2006 · Fusione con la Lazio e nascita della Lazio Nepi C5. |

## Statistiche e record

### Partecipazioni ai campionati
| Livello | Categoria | Partecipazioni | Debutto   | Ultima stagione |
| ------- | --------- | -------------- | --------- | --------------- |
| 1º      | Serie A   | 2              | 2004-2005 | 2005-2006       |
| 2º      | Serie A2  | 1              | 2003-2004 | 2003-2004       |
| 3º      | Serie B   | 1              | 2002-2003 | 2002-2003       |
| 4º      | Serie C1  | 1              | 2001-2002 | 2001-2002       |
| 5º      | Serie D   | 2              | 1999-2000 | 2000-2001       |

## Palmarès
- Coppa Italia: 1

2004-05
- Campionato di serie A2: 1

2003-04
- Campionato di serie B: 1

2002-03
- Coppa Italia di Serie C: 1

2001-02

## Società
- Proprietà: Davide Ceci
- Presidente: Bruno Corretti
- Vice presidente: Fabrizio Marino
- Direttore generale: Andrea Montemurro
- Direttore sportivo: Roberto Matranga
- Consigliere: Alessandro Fedelli
- Team manager: Stefano De Rossi
- Addetto stampa: Alessandro Giulietti Virgulti
- Magazziniere: Alessandro Chirieletti
- Custode impianto: Paolo Adolini
- Responsabile area sanitaria: Gianni Colella
- Medico: Francesco Scarcella
- Fisioterapisti: Daniele Neri, Massimo Ricci